# Ази ле Виф
Ази ле Виф (фр. Azy-le-Vif) насеље је и општина у источном делу централне Француске у региону Бургундија-Франш-Конте, у департману Нијевр која припада префектури Невер.
По подацима из 2011. године у општини је живело 224 становника, а густина насељености је износила 4,78 становника/km². Општина се простире на површини од 46,9 km². Налази се на средњој надморској висини од 227 метара (максималној 256 m, а минималној 193 m).

## Демографија
| 1962. | 1968. | 1975. | 1982. | 1990. | 1999. | 2011. |
| ----- | ----- | ----- | ----- | ----- | ----- | ----- |
| 267   | 332   | 253   | 256   | 227   | 227   | 224   |

График промене броја становника у току последњих година